# Jan Fijor
Jan Maria Fijor (ur. 16 czerwca 1948 w Zakopanem) – polski wydawca i publicysta ekonomiczny.

## Życiorys

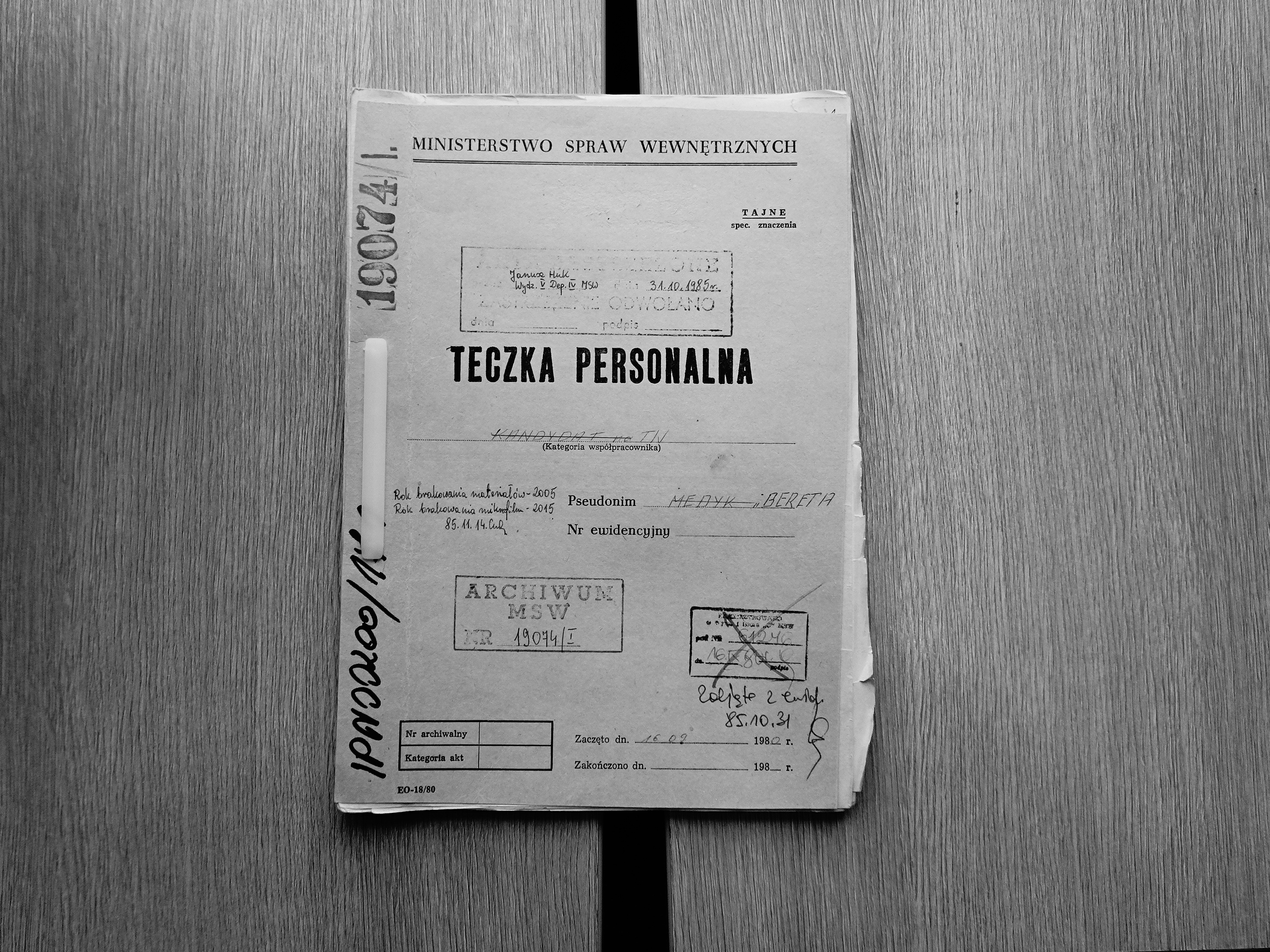
Teczka Personalna TW „Bereta” (Jan Fijor).

W 1971 roku ukończył studia chemiczne na Uniwersytecie Jagiellońskim. W 1978 roku zaczął publikować w katolickim „Słowie Powszechnym”. Pod koniec stanu wojennego wyjechał z Polski i przez siedemnaście lat przebywał na emigracji w USA i Meksyku.
Ponad 20 lat prowadził wydawnictwo Fijorr Publishing, wydające książki o tematyce ekonomicznej/wolnorynkowej, a w szczególności z zakresu austriackiej szkoły ekonomii. Publikował m.in. w tygodnikach „Przegląd techniczny – Innowacje”, „Najwyższy Czas!” oraz „Wprost”. Był doradcą Polsko-Amerykańskiej Fundacji Edukacji i Rozwoju Ekonomicznego PAFERE. Współprowadził razem z Kamilem Cebulskim środowe audycje w radiu internetowym radio „Kontestacja”. Jest wykładowcą w szkole przedsiębiorców Asbiro.

## Kontrowersje
W Biuletynie IPN z grudnia 2007 roku ukazał się artykuł Daniela Wicentego Pospolita twarz SB: Przypadek TW 'Berety', w którym autor wskazał Jana Fijora jako tajnego współpracownika SB o pseudonimie „Bereta”. Jan Fijor twierdzi w wywiadzie przeprowadzonym w KonteStacja.com, że nie tylko nie był tajnym współpracownikiem, lecz był ofiarą prześladowań ze strony Służby Bezpieczeństwa.
20 października 2008 r. do Sądu Rejonowego w Gdyni wpłynął prywatny akt oskarżenia Jana Fijora w sprawie przeciwko Danielowi Wicentemu oskarżonego o czyn z art. 212 § 2 k.k. 13 listopada 2009 r. Sąd Rejonowy dla Warszawy-Śródmieście przeniósł sprawę do Sądu Rejonowego dla Warszawy-Woli. 10 grudnia 2010 r. warszawski sąd umorzył z „braku znamion czynu zabronionego” prywatną sprawę karną wytoczoną Danielowi Wicentemu z IPN przez wydawcę Jana Fijora. Sąd Rejonowy dla Warszawy-Woli uznał, iż Wicenty działał w ramach swych obowiązków służbowych i na podstawie ustawy o IPN, a jego artykuł był bogato udokumentowany i powoływał się na oryginały akt SB z IPN.

## Publikacje
- Metody zdobywania klientów, czyli jak osiągnąć sukces w sprzedaży, Warszawa–Chicago 2001
- Imperium absurdu, Warszawa 2003
- Zasady bezpiecznego biznesu, wspólnie z Leszkiem Szlachcicem, 2005
- Jak zostałem milionerem, Warszawa 2007
- Licz na siebie, 2013 ISBN 978-83-89812-96-4
- Reisefieber, 2018 ISBN 978-83-64599-63-7
- Skarby księcia Sławomira -  baśń o przedsiębiorczym szewcu, 2021 ISBN 978-83-64599-62-0